# جاك كيلهير
جاك كيلهير (بالإنجليزية: Jack Kelleher)‏ هو لاعب كرة قدم بريطاني، ولد في 22 سبتمبر 1997 في ليفربول في المملكة المتحدة. لعب مع نادي إيفرتون ونادي موركامب.

## وصلات خارجية
- جاك كيلهير على موقع قاعدة بيانات كرة القدم.إي يو (الإنجليزية)
- جاك كيلهير على موقع Soccerbase.com (لاعب) (الإنجليزية)